# Mercuri i Argos
'Mercuri i Argos 'és un oli d'assumpte mitològic pintat per Diego Velázquez per al Saló dels Miralls de l'Alcàsser de Madrid cap 1659, es tracta d'una de les seues últimes obres. Salvat l'incendi de 1734, va passar al palau del Buen Retiro i després al Palau Nou, on en ser inventariat en 1772 s'advertia de l'acreixement de la tela, per l'afegit de dues bandes, sent especialment visible la que afecta la part superior d'aproximadament 25,5 cm. En 1819 va ingressar en les col·leccions del Museu del Prado.

## Història del quadre
Després del seu nomenament com a superintendent d'obres en 1643 Velázquez va exercir tasques de tracista o arquitecte en la definició d'espais interiors de l'Alcázar. En l'última d'aquestes intervencions, en 1658, es va encarregar de la decoració del Saló Gran o de dels Miralls, sobre la porta principal, per a la qual segons Antonio Palomino va proporcionar «la planta del sostre amb les divisions, i forma de les pintures, i en cada quadre escrita la història, que s'havia d'executar ». Agostino Mitelli i Angelo Michele Colonna, portats per Velázquez des d'Itàlia, es van encarregar de l'ornament arquitectònic, ocupant-se de les seues històries, dedicades a la faula de Pandora, Juan Carreño de Miranda i Francisco Rizi. El mateix Velázquez es va reservar en aquestes tasques una obra aparentment menor, la realització de quatre pintures de format apaïsat i assumpte mitològic destinades als espais entre finestres, oblidades per Palomino en la seua extensa descripció dels treballs a l'oli i al fresc que al saló es van fer i que, segons deia, complaïen tant als reis que sovint pujaven a veure treballar als pintors en elles.
Els assumptes dels olis de Velázquez es coneixen per l'inventari de 1686, en què el Mercuri i Argos s'esmenta juntament amb tres llenços perduts en l'incendi de l'Alcàsser: Apol·lo escorxa a un sàtir (presumiblement Màrsies), Psique i Cupido i Adonis i Venus. Per Fernando Marías els quatre llenços podrien tenir en comú una «reflexió sobre la visió i la seua absència», culminant en la ceguesa del gegant de cent ulls Argos després del somni que li provoca el déu Mercuri amb la seua música encantadora.
La seua realització se situa gairebé unànimement a 1659, data en què la decoració del saló va quedar conclosa. Per a la figura d'Argos s'han proposat com a models el Gàlata moribund dels Museus Capitolins, un dels marbres clàssics -llavors en la col·lecció Ludovisi- dels quals Velázquez va encarregar en el seu segon viatge a Itàlia la realització d'un buidatge, combinat segons Charles Tolnay amb el nu de bronze sobre Ezequies en els frescs de Miquel Àngel a la capella Sixtina. La mateixa escultura hel·lenística hauria inspirat segons Enriqueta Harris la figura de Mercuri en el que als braços i la posició de les espatlles es refereix. Marías per la seva banda assenyala certa relació de dependència entre aquesta obra i El somni de sant Josep de Giovanni Lanfranco que Velázquez va poder veure durant la seua estada a Roma.

## Contingut de la faula
La font literària són Les Metamorfosis d'Ovidi (1, 688-721): Júpiter per poder estimar Ío ocultament estén sobre la terra una extensa boirina, però Juno gelosa sospita i la dissipa. Júpiter per evitar ser descoberts no pot fer altra cosa que transformar a Ío en una bella vedella. Juno, escamada, se la reclama i col·loca com el seu guardià a Argos, el gegant de cent ulls que mai dormia, ja que sempre algun dels seus ulls vetllava. Però Júpiter envia a Mercuri per rescatar-la i el missatger del déu aconsegueix amb la dolça música de la seua flauta que tanque els cent ulls, moment representat en el quadre de Velázquez, donant-li mort a continuació i rescatant la vedella.

## La interpretació de la faula per Velázquez

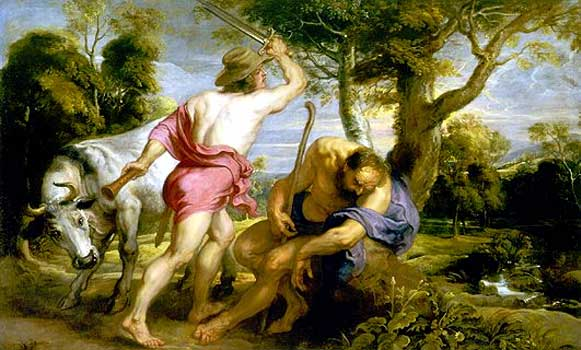
Mercuri i Argos de Rubens.

Un cop Velázquez va optar per representar els seus protagonistes a mida natural, el format apaïsat de la tela obligava a un desenvolupament en el qual les figures esteses havien de predominar sobre les alçades, el que li obligaria a fer un tractament poc heroic als seus assumptes. Així Mercuri no és l'audaç soldat que enarbora l'espasa, segons el va concebre Rubens en tractar el mateix assumpte en la sèrie de pintures mitològiques que va proporcionar per a la Torre de la Parada, sinó l'assassí astut que s'apropa arrossegant-se cautelós i valent-se de les ombres. En el seu primitiu estat, a més, aquestes dues figures, juntament amb la vaca Ío allunyant-se embolicada en ombres, omplien la tela més del que ho fan en l'actualitat, a l'haver estat ampliada per la part superior i inferior.
Per comprendre la manera de Velázquez d'abordar el mite pot ser molt útil la comparació amb l'esmentat quadre de Rubens, tal com han fet Julián Gállego el 1990 i Jonathan Brown el 1999, especialment aquest en presentar unides ambdues teles, propietat del Museu del Prado, en l'exposició Velázquez, Rubens i Van Dyck. De la mateixa manera que faria Velázquez més tard, Rubens, al qual se li suposa un respecte pels assumptes mitològics negat al «desmitificador» Velázquez, no va fer del guardià de la vaca Ío un gegant de cent ulls. L'Argos de Rubens és un vaquer rude i calb, que dorm de manera poc natural, amb el cap caigut pel seu propi pes enfonsant-se en l'espatlla esquerra. La seua única i poc heroica arma és la crossa de pastor. Mercuri, per la seua banda, sembla inspirat en el Gladiador borghese del museu del Louvre, encara que embolicat en una clàmide vermella, despullat de qualsevol atribut de la seua divinitat. Velázquez, doncs, no s'apartava de Rubens en presentar aquests personatges com jayanes, en expressió de Julián Gállego. Fins i tot a la siringa o flauta de set canyes que ha deixat Mercuri per prendre l'espasa i al barret -«vell xamberg de plomes dretes, propi d'aquest rufià», segons Gállego, però alat com correspon al déu-, Velázquez mostra més respecte que Rubens pels accessoris clàssics que havien de permetre reconèixer en el pintat la narració mítica. I els dos, com s'ha apuntat, utilitzen en les seues figures fonts clàssiques.
No és, per tant, la manera d'abordar als personatges mítics que els distancia, sinó la diferent atmosfera que els envolta. En Rubens un paisatge dramatitzat reforça el potencial retòric que estableix el violent contrast entre la figura dinàmica de Mercuri, en la qual el flamenc posa l'accent de la seua composició, i la passiva imatge d'Argos. En Velázquez el paisatge queda reduït a l'essencial: una obertura entre les penyes a un cel crepuscular que envolta en ombres a la vaca Ío i acompanya el somni d'Argos. Una atmosfera de quietud i silenci que no pertorba Mercuri, lliscant cautelós. Davant del to ampul·lós de Rubens, Velázquez escull l'assossec, en el que rau el diferent manera que tenen d'enfrontar al mite: per Rubens és una cosa extraordinària, com ho són els miracles de la religió cristiana, encara que no s'acompanye en la seua traducció plàstica d'aquells additaments que fan als déus i als herois éssers sobrehumans, en tant en Velázquez el miracle, sense deixar de ser extraordinari i sense que deixe de ser reconegut, es fa quotidià i es rep en silenci.

## Tècnica
Velázquez va emprar en la seua execució pinzellades molt fluides, en què el pigment s'acumula en els extrems del traç. Tota la superfície ha estat tractada de forma semblant, i així també els caps semblen desdibuixats, a causa de la forma ràpida i lleugera de la seua execució, apuntant només els trets facials mitjançant breus pinzellades marrons. L'ocupació d'aglutinant en gran quantitat fa que aquestes pinzellades resulten gairebé transparents, especialment en els fons, exposant les capes de color inferiors i la mateixa base.
Les variacions introduïdes, els cèlebres pentimentos de Velázquez, afecten principalment la vaca Ío, que en una primera solució es va pintar amb el cap mirant en direcció oposada a la definitiva, cosa que només pot observar en aquest cas per reflectografia infraroja a causa de la lleugeresa de la capa de color emprada en la seua realització. Pel que fa al color, sobre una base lleugerament marró, a més del blanc i el negre, amb els quals va delimitar els contorns, va emprar lapislàtzuli per al celatge, atzurita pels blaus grisencs del vestit d'Argos, barrejant-la amb negre, i vermelló de mercuri amb òxid de ferro, blanc de plom i esmalt en diferents quantitats en les carnacions i en la capa vermella de Mercuri, acabada amb un estrat de laca vermella.